# Marcora-Gesetz
Das Marcora-Gesetz ist ein Italienisches Gesetz, das ein Vorkaufsrecht der Belegschaft bei Betriebsschließungen wegen Insolvenz oder anderer Gründe regelt sowie die Fortführung des Unternehmens als Mitarbeitergenossenschaft. Darüber hinaus regelt es die Finanzierung und Begleitung der mitarbeitergeführten Genossenschaft durch den genossenschaftlichen Finanzierungsfonds CFI.

## Entstehung
Das Marcora-Gesetz wurde am 27. Februar 1985 vom italienischen Parlament verabschiedet und ist nach dem ehemaligen christdemokratischen Industrieminister Giovanni Marcora benannt. Zur Zeit seiner Entstehung nahmen durch eine Wirtschaftskrise die Staatsausgaben für Sozialhilfe und Arbeitslosenunterstützung stark zu. Durch das Gesetz sollten Arbeitsplätze bei Betriebsschließungen gesichert werden.

## Inhalt des Gesetzes
Nach dem Marcora-Gesetz können die Beschäftigten eines insolventen Unternehmens, dieses als selbstverwaltete Produktivgenossenschaft fortzuführen. Hierzu können sie die Einrichtungen, Gebäude, Inventar usw. des Unternehmens vom Insolvenzverwalter pachten und haben später bei der Versteigerung der Vermögenswerte des Unternehmens ein Vorkaufsrecht: Bei gleichen Geboten erhalten sie den Zuschlag. Voraussetzung ist, dass alle Mitglieder mindestens 4000 Euro Eigenkapital in die Genossenschaft einbringen.
Darüber hinaus erhält die Belegschaft eine öffentliche Förderung in Höhe der Leistungen, die sie aus der Arbeitslosenversicherung erhalten hätten, wenn sie bei Schließung des Unternehmens ihre Arbeit verloren hätten. Die Belegschaft verzichtet damit auf ihre Ansprüche aus der Arbeitslosenversicherung. Dies stellt ein erhebliches Risiko für den Fall dar, dass die Fortführung des Unternehmens scheitert. Daher werden Übernahme und Finanzierung an hohen Maßstäben geprüft und müssen genehmigt werden. Die Belegschaft muss einen Business Plan vorlegen, der von Wirtschaftsprüfenden und dem CFI streng geprüft wird.
„Vor der Einrichtung von CFI diskutierten die Genossenschafts- und Gewerkschaftsorganisationen verschiedene Organisationsmodelle für die neue Finanzgenossenschaft. Schließlich entschied man, dem CFI-Stab eine sehr hohe operative Autonomie zu geben, obwohl der Vorstand aus Personen bestand, die aus den repräsentativen Organisationen der Genossenschaften kamen und obwohl die Gelder staatlich waren. [...] CFI-LeiterInnen bestehen darauf, dass sie nie in der Lage gewesen wären, das Marcora Gesetz umzusetzen, wenn sie nicht genügend Autonomie gehabt hätten, die Projekte auszuwählen und daher auch einen Teil von ihnen zurückzuweisen. De facto wurden viele Projekte zurückgewiesen und die hohe Erfolgsrate von CFI beruht auch auf den sehr anspruchsvollen Machbarkeitsstudien der CFI-ExpertInnen, bevor sie Projekte annehmen.“
Darüber hinaus investiert der Staat über den von den Genossenschaftsverbänden und Gewerkschaften eingerichteten CFI-Finanzierungsfonds (früher „Compagnia Finanziaria Industriale“, heute „Cooperazione, Finanza, Impresa“) weiteres Risikokapital, das proportional zu dem Betrag ist, den jeder Arbeitnehmer als Einlage in die neue Genossenschaft zu investieren bereit ist.
Ursprünglich investierte der italienische Staat das Dreifache des Betrags der Einlagen der Arbeitnehmer. Nachdem die Europäische Kommission dies als illegale Subventionierung kritisiert hatte, wurde das Verhältnis auf eins zu eins bis maximal eins zu zwei reduziert.
Der CFI-Fonds hat dann die Aufgabe, das Unternehmen intensiv zu unterstützen. So nimmt ein CFI-Berater an den Vorstandssitzungen der Genossenschaft teil und soll sich mindestens alle zwei Wochen telefonisch mit der Genossenschaftsleitung in Verbindung setzen.

## EU-Recht
Das italienische Marcora-Gesetz wurde von der EU insoweit eingeschränkt, als es zusätzliche Investitionen betraf, die über eine Verdoppelung der Mitgliedereinlagen hinausgingen.
Das Europäische Parlament bezeichnete das Marcora-Gesetz 2013 als Interventionsmodell, das in anderen Mitgliedstaaten der Europäischen Union übernommen werden solle. Schließungen könnten abgewendet werden, indem die Unternehmen in Form von Genossenschaften an die Beschäftigten übertragen würden.

## Bedeutung und Auswirkungen in Italien
- Die nach 2007 durch Übernahmen von Mitarbeitenden gegründeten Genossenschaften hatten eine Überlebensquote von 87,16 % während die durchschnittliche Überlebensquote italienischer Unternehmen zwischen 2007 und 2013 gerade einmal bei 48,30 % lag, in den ersten 3 Jahren seit ihrer Gründung.[7]

- Laut CFI erhielt der Staat seine Investitionen in der Regel in weniger als zwei Jahren zurück, wenn man den Erhalt der Arbeitsplätze und der lokalen Wirtschaftsstruktur betrachtet. So beliefen sich die vom Wirtschaftsministerium an den Fonds bereitgestellten Mittel auf insgesamt 84 Millionen Euro, die dem Staat im Zeitraum 2007–2013 eine Rendite in Höhe von 473 Millionen Euro erwirtschafteten, also das 5,6-fache des investierten Kapitals, wenn man die von Unternehmen und Mitarbeitenden gezahlten Steuern abzüglich der Inanspruchnahme von Sozialversicherungsmaßnahmen berechnet.[8]

## Deutschland
Ein Vorkaufsrecht der Belegschaft bei Betirebsschließungen wurde beispielsweise von der Belegschaft des geschlossenen Wombats-Hostels in Berlin gefordert. Zwar ist auch ohne ein solches Gesetz die Übernahme von Betrieben, die von Schließung bedroht sind, durch die Belegschaft möglich, wie das Beispiel des Krankenhauses Spremberg in Brandenburg zeigt. Das italienische Marcora-Gesetz könnte für Deutschland Vorbild sein, um Wirtschaftsdemokratie und das Genossenschaftswesen zu fördern und im Fall von Betriebsschließungen die Übernahme durch Belegschaftsgenossenschaften zu fördern. Ein deutsches Marcora-Äquivalent ließe sich mit Ansätzen des „gebundenen Vermögens“ kombinieren, um die demokratische Unternehmensform dauerhaft zu schützen, etwa vor einem Verkauf. Konkret könnte eine Förderung nach italienischem Vorbild folgende Punkte beinhalten:
- Beratungsangebote
- einen staatlichen Investitionsfonds vergleichlich dem italienischen CFI
- eine neue Rolle der Genossenschaftsverbände bei der Überprüfung, ob die Betriebsübernahmen erfolgversprechend sind und um diese zu begleiten
- der Schaffung eines genossenschaftlichen Investitionsfonds, wie es ihn in Italien und auch Frankreich bereits gibt,
- rechtliche Rahmenbedingungen insbesondere im Insolvenz- und Betriebsverfassungsgesetz, um eine Übernahme zu ermöglichen.

Dies kann auch für Unternehmen Bedeutung erlangen, die nach einer Unternehmensnachfolge suchen.